# North Barrule
North Barrule är ett berg på Isle of Man. Det ligger i den nordöstra delen av Isle of Man, 17 km norr om huvudstaden Douglas. Toppen på North Barrule är 565 meter över havet, eller 145 meter över den omgivande terrängen. Bredden vid basen är 4,8 km.
Den högsta punkten i närheten är Snaefell, 620 meter över havet, 5,3 km sydväst om North Barrule. 